# Ley de Chargaff
La ley de Chargaff, también denominada como reglas de Chargaff, describe la relación cuantitativa de los nucleótidos que forman la doble hélice del ácido desoxirribonucleico (ADN). Esta ley establece que la cantidad de adenina (A) es igual a la cantidad de timina (T) y la cantidad de guanina (G) es igual a la cantidad de citosina (C), es decir, el número total de bases púricas es igual al número total de bases pirimidínicas (A+G = C+T). Esta regla fue descubierta por el bioquímico austriaco Erwin Chargaff en 1952.

## Reglas de Chargaff
Múltiples experimentos realizados por Chargaff y sus colaboradores durante la década de los años 1940 llevaron a una serie de conclusiones, las cuales constituyen las reglas de Chargaff:
1. La composición de bases nitrogenadas del ADN generalmente varía entre diferentes especies.
2. La composición de bases nitrogenadas se mantiene constante entre diferentes tejidos de la misma especie.
3. La composición de bases nitrogenadas no varía con la edad ni con el estado nutricional de un organismo, ni con las variaciones ambientales.
4. Independientemente de la especie, el número de residuos de adenina es igual a los de timina (A% = T%), y los de guanina son iguales a los de citosina (G% = C%). A partir de esto se deduce que la suma de purinas es igual a la suma de pirimidinas (A+G = C+T).

Estos descubrimientos tuvieron un impacto relevante en la investigación científica sobre los ácidos nucleicos del siglo XX. Por una parte, refutaron la hipótesis del tetranucleótido del bioquímico Phoebus Levene, la cual defendía que todas las bases nitrogenadas se encontrarían en iguales proporciones al constituir una secuencia repetitiva de cuatro nucleótidos. Por otra parte, sirvieron como base para las investigaciones de los biólogos moleculares Watson y Crick en la deducción de la estructura en doble hélice del ADN, así como aportaron pistas para comprender el papel del ADN en el mantenimiento y heredabilidad de la información genética.
Si bien cada uno de los resultados experimentales obtenidos por Chargaff tuvieron igualmente un impacto en la comunidad científica, es el punto 4 el que se suele citar como la "primera regla de Chargaff" o la "primera regla de paridad".

## Investigaciones posteriores
En 1968 se descubrió lo que más tarde se denominaría la segunda regla de paridad, al separar el ADN del organismo Bacillus subtilis en sus dos hebras complementarias.La segunda regla establece que cada hebra de una doble hélice de ADN contiene proporciones globales de bases nitrogenadas tales que: el número de adeninas es aproximadamente igual al de timinas (Α% ≈ Τ%) y el de guaninas también es aproximadamente igual al de citosinas (G% ≈ C%). Esto solo describe una característica global de la composición de nucleótidos individuales en una cadena de ADN.Cuando se analiza la composición de dinucleótidos AT y GC en diferentes genomas, se observan disparidades, existiendo genomas con alto contenido en AT (donde Α% ≈ Τ% y G% ≠ C%), en GC (Α% ≠ Τ% y G% ≈ C%) o mixtos (Α% ≠ Τ% y G% ≠ C%).
En 1993, Vinayakumar V. Prabhu propuso la primera generalización empírica de la segunda regla de paridad de Chargaff, denominándola "principio de simetría". Este principio establece que, en cualquier oligonucleótido, su frecuencia es igual a la de su oligonucleótido complementario reverso. En 2011, los bioinformáticos Michel E. B. Yamagishi y Roberto H. Herai dedujeron matemáticamente una generalización teórica del principio de simetría.
En 2006, se comprobó que esta regla se aplica para cuatro de los cinco tipos de genomas de doble hebra, concretamente para genomas eucariotas, bacterianos, arqueanos y virales. La regla no aplica en genomas de orgánulos (mitocondrias y plastos) menores de, aproximadamente, 20-30kb ni en genomas virales de una sola hebra ni en genomas de ARN. Se ha sugerido que esta desviación de la regla de Chargaff podría ser una consecuencia del mecanismo de replicación único de mitocondrias y plastos.
También se ha propuesto que la segunda regla de Chargaff es consecuencia de otra regla de paridad más compleja: en una sola cadena de ADN, cualquier oligonucleótido (k-mero o n-gramo de longitud ≤ 10) se encuentra en proporciones iguales a su oligonucleótido reverso complementario. En 2006, se verificó para k-meros de longitud k=3 y se propuso que esta regla podría ser consecuencia de la evolución de los genomas mediante inversión y transposición.

## Proporciones relativas (%) de bases en ADN
La siguiente es una muestra representativa de los porcentajes obtenidos en los experimentos de Chargaff en 1952, listando la composición base del ADN de varios organismos; ambos siguiendo las reglas homónimas. El fago Phi-X174 es buen ejemplo de ADN de una sola hebra, donde hay una mayor variación en las proporciones A/T y G/C.
| Organismo    | %A   | %G   | %C   | %T   | A/T  | G/C  | %GC  | %AT  |
| ------------ | ---- | ---- | ---- | ---- | ---- | ---- | ---- | ---- |
| Phi-X174     | 24,0 | 23,3 | 21,5 | 31,2 | 0,77 | 1,08 | 44,8 | 55,2 |
| Maíz         | 26,8 | 22,8 | 23,2 | 27,2 | 0,99 | 0,98 | 46,1 | 54,0 |
| Pulpo        | 33,2 | 17,6 | 17,6 | 31,0 | 1,05 | 1,00 | 35,2 | 64,8 |
| Pollo        | 28,0 | 22,0 | 21,6 | 28,4 | 0,99 | 1,02 | 43,7 | 56,4 |
| Rata         | 28,6 | 21,4 | 20,5 | 28,4 | 1,01 | 1,00 | 42,9 | 57,0 |
| Humano       | 29,3 | 20,7 | 20,0 | 30,0 | 0,98 | 1,04 | 40,7 | 59,3 |
| Saltamontes  | 29,3 | 20,5 | 20,7 | 29,3 | 1,00 | 0,99 | 41,2 | 58,6 |
| Erizo de mar | 32,8 | 17,7 | 17,3 | 32,1 | 1,02 | 1,02 | 35,0 | 64,9 |
| Trigo        | 27,3 | 22,7 | 22,8 | 27,1 | 1,01 | 1,00 | 45,5 | 54,4 |
| Levadura     | 31,3 | 18.7 | 17.1 | 32.9 | 0.95 | 1.09 | 35.8 | 64,4 |
| E. coli      | 24,7 | 26,0 | 25,7 | 23,6 | 1,05 | 1,01 | 51,7 | 48,3 |